# Championnat d'Europe féminin de football des moins de 19 ans 2017
Cet article traite de l'épreuve féminine. Pour la compétition masculine, voir Championnat d'Europe de football des moins de 19 ans 2017.
Navigation
Édition 2016 Édition 2018
La 20e édition du Championnat d'Europe de football féminin des moins de 19 ans  est un tournoi de football féminin qui se tient en Irlande du Nord, du 8 au 20 août 2017. Les joueuses nées après le 1er janvier 1998 peuvent participer à la compétition.

## Qualification
47 équipes féminines membres de l'UEFA participent aux qualifications pour l'Euro féminin des moins de 19 ans. L'Irlande du Nord, en tant que pays organisateur, est qualifiée d'office.

### Équipes qualifiées
| Équipe          | Méthode de qualification            | Meilleures performances passées           |
| --------------- | ----------------------------------- | ----------------------------------------- |
| Irlande du Nord | Pays hôte                           | Première participation                    |
| Espagne         | Vainqueur du groupe 1 du Tour élite | Champion (2004)                           |
| Angleterre      | Vainqueur du groupe 2 du Tour élite | Champion (2009)                           |
| Pays-Bas        | Vainqueur du groupe 3 du Tour élite | Champion (2014)                           |
| France          | Deuxième du groupe 3 du Tour élite  | Champion (2003, 2010, 2013, 2016)         |
| Écosse          | Vainqueur du groupe 4 du Tour élite | Phase de groupes (2005, 2008, 2010, 2014) |
| Italie          | Vainqueur du groupe 5 du Tour élite | Champion (2008)                           |
| Allemagne       | Vainqueur du groupe 6 du Tour élite | Champion (2002, 2006, 2007, 2011)         |

## Premier tour
Les deux premiers de chaque groupe se qualifient pour les demi-finales ainsi que pour la Coupe du monde féminine de football des moins de 20 ans 2018.
La France étant le pays organisateur de ce Mondial est déjà qualifiée d'office pour cette compétition. Comme elle fait partie des demi-finalistes, un barrage entre les deux troisièmes de groupe est organisé pour déterminer le dernier qualifié pour le Mondial 2018.

### Groupe A
| Rang | Équipe          | Pts | J | G | N | P | Bp | Bc | Diff |
| ---- | --------------- | --- | - | - | - | - | -- | -- | ---- |
| 1    | Allemagne       | 9   | 3 | 3 | 0 | 0 | 11 | 0  | +11  |
| 2    | Espagne         | 6   | 3 | 2 | 0 | 1 | 3  | 2  | +1   |
| 3    | Écosse          | 1   | 3 | 0 | 1 | 2 | 1  | 5  | -4   |
| 4    | Irlande du Nord | 1   | 3 | 0 | 1 | 2 | 1  | 9  | -8   |

#### 1rejournée
| 8 août 2017 | Écosse  | 0 - 3 | Allemagne                          | Windsor Park, Belfast     |                           |
| 15 h        |         |       | 19e Gwinn · 39e Rieke · 79e Memeti | Arbitrage : Olga Tereshko | Arbitrage : Olga Tereshko |
| 15 h        | Rapport |       |                                    | Arbitrage : Olga Tereshko | Arbitrage : Olga Tereshko |

| 8 août 2017 | Irlande du Nord | 0 - 2 | Espagne                   | Windsor Park, Belfast            |                                  |
| 19 h        |                 |       | 30e García · 53e Guijarro | Arbitrage : Justina Lavrenovaite | Arbitrage : Justina Lavrenovaite |
| 19 h        | Rapport         |       |                           | Arbitrage : Justina Lavrenovaite | Arbitrage : Justina Lavrenovaite |

#### 2ejournée
| 11 août 2017 | Allemagne                | 2 - 0 | Espagne | Shamrock Park, Portadown     |                              |
| 15 h         | Graf 25e · Orschmann 66e |       |         | Arbitrage : Barbara Poxhofer | Arbitrage : Barbara Poxhofer |
| 15 h         | Rapport                  |       |         | Arbitrage : Barbara Poxhofer | Arbitrage : Barbara Poxhofer |

| 11 août 2017 | Irlande du Nord | 1 - 1 | Écosse     | Mourneview Park, Lurgan |                        |
| 19 h         | McDaniel 85e    |       | 46e Hanson | Arbitrage : Marte Sørø  | Arbitrage : Marte Sørø |
| 19 h         | Rapport         |       |            | Arbitrage : Marte Sørø  | Arbitrage : Marte Sørø |

#### 3ejournée
| 14 août 2017 | Allemagne                                                      | 6 - 0 | Irlande du Nord | Ballymena Showgrounds, Ballymena |                             |
| 19 h         | Bühl 6e 25e · Rieke 28e · Kögel 58e · Siems 62e · Gerhardt 86e |       |                 | Arbitrage : Silvia Domingos      | Arbitrage : Silvia Domingos |
| 19 h         | Rapport                                                        |       |                 | Arbitrage : Silvia Domingos      | Arbitrage : Silvia Domingos |

| 14 août 2017 | Espagne      | 1 - 0 | Écosse | Mourneview Park, Lurgan     |                             |
| 19 h         | Guijarro 55e |       |        | Arbitrage : Petra Pavlikova | Arbitrage : Petra Pavlikova |
| 19 h         | Rapport      |       |        | Arbitrage : Petra Pavlikova | Arbitrage : Petra Pavlikova |

### Groupe B
| Rang | Équipe     | Pts | J | G | N | P | Bp | Bc | Diff |
| ---- | ---------- | --- | - | - | - | - | -- | -- | ---- |
| 1    | Pays-Bas   | 7   | 3 | 2 | 1 | 0 | 7  | 3  | +4   |
| 2    | France     | 6   | 3 | 2 | 0 | 1 | 7  | 3  | +4   |
| 3    | Angleterre | 3   | 3 | 1 | 0 | 2 | 2  | 4  | -2   |
| 4    | Italie     | 1   | 3 | 0 | 1 | 2 | 5  | 11 | -6   |

#### 1rejournée
| 8 août 2017 | Italie          | 1 - 2 | Angleterre    | Mourneview Park, Lurgan |                        |
| 15 h        | Serturini 90+1e |       | 52e 76e Allen | Arbitrage : Marte Sørø  | Arbitrage : Marte Sørø |
| 15 h        | Rapport         |       |               | Arbitrage : Marte Sørø  | Arbitrage : Marte Sørø |

| 8 août 2017 | France  | 0 - 2 | Pays-Bas                    | Ballymena Showgrounds, Ballymena |                         |
| 19 h        |         |       | 10e Pelova · 22e (csc) Piga | Arbitrage : Petra Chudá          | Arbitrage : Petra Chudá |
| 19 h        | Rapport |       |                             | Arbitrage : Petra Chudá          | Arbitrage : Petra Chudá |

#### 2ejournée
| 11 août 2017 | Italie       | 1 - 6 | France                                                                      | Windsor Park, Belfast     |                           |
| 15 h         | Serturini 9e |       | 35e Karadjov · 38e 58e Bourdieu · 69e Ollivier · 72e Laurent · 90+2e Gavory | Arbitrage : Olga Tereshko | Arbitrage : Olga Tereshko |
| 15 h         | Rapport      |       |                                                                             | Arbitrage : Olga Tereshko | Arbitrage : Olga Tereshko |

| 11 août 2017 | Pays-Bas                 | 2 - 0 | Angleterre | Windsor Park, Belfast       |                             |
| 19 h         | Nouwen 11e · Smits 45+3e |       |            | Arbitrage : Silvia Domingos | Arbitrage : Silvia Domingos |
| 19 h         | Rapport                  |       |            | Arbitrage : Silvia Domingos | Arbitrage : Silvia Domingos |

#### 3ejournée
| 14 août 2017 | Pays-Bas                                      | 3 - 3 | Italie                                         | Shamrock Park, Portadown     |                              |
| 15 h         | Kalma 25e · Nouwen 34e (pen.) · Weerden 90+4e |       | 7e (csc) Nouwen · 66e Regazzoli · 83e Seturini | Arbitrage : Barbara Poxhofer | Arbitrage : Barbara Poxhofer |
| 15 h         | Rapport                                       |       |                                                | Arbitrage : Barbara Poxhofer | Arbitrage : Barbara Poxhofer |

| 14 août 2017 | Angleterre | 0 - 1 | France       | Ballymena Showgrounds, Ballymena |                                  |
| 15 h         |            |       | 88e Boussaha | Arbitrage : Justina Lavrenovaite | Arbitrage : Justina Lavrenovaite |
| 15 h         | Rapport    |       |              | Arbitrage : Justina Lavrenovaite | Arbitrage : Justina Lavrenovaite |

### Barrage pour la Coupe du monde 2018
L'Angleterre se qualifie pour la Coupe du monde féminine de football des moins de 20 ans 2018.
| 17 août 2017 | Écosse  | 0-2    | Angleterre            | Mourneview Park, Lurgan     |                             |
| 20 h         |         | (0 -1) | Cross 28e · Rouse 50e | Arbitrage : Petra Pavlikova | Arbitrage : Petra Pavlikova |
| 20 h         | Rapport |        |                       | Arbitrage : Petra Pavlikova | Arbitrage : Petra Pavlikova |

## Tableau final
|  | Demi-finales     | Demi-finales     |        |   | Finale           | Finale           |
|  | Demi-finales     | Demi-finales     |        |   | Finale           | Finale           |
|  |                  |                  |        |   |                  |                  |
|  | 17 août, Belfast | 17 août, Belfast |        |   | 20 août, Belfast | 20 août, Belfast |
|  | 17 août, Belfast | 17 août, Belfast |        |   | 20 août, Belfast | 20 août, Belfast |
|  | Allemagne        | 1                |        |   | 20 août, Belfast | 20 août, Belfast |
|  | Allemagne        | 1                |        |   | 20 août, Belfast | 20 août, Belfast |
|  | France           | 2                |        |   | 20 août, Belfast | 20 août, Belfast |
|  | France           | 2                | France | 2 |                  |                  |
|  | 17 août, Belfast |                  | France | 2 |                  |                  |
|  |                  | Espagne          | 3      |   |                  |                  |
|  | Pays-Bas         | Espagne          | 3      | 2 |                  |                  |
|  | Pays-Bas         |                  |        | 2 |                  |                  |
|  | Espagne          | 3                |        |   |                  |                  |
|  | Espagne          | 3                |        |   |                  |                  |

### Demi-finales
| Demi-finale 1     | Pays-Bas                      | 2 - 3   | Espagne                              | Windsor Park, Belfast            |                                  |
| 17 août 2017 16 h | Pelova 48e · Joëlle Smits 85e | (0 - 0) | 47e García · 68e Oroz · 77e Guijarro | Arbitrage : Justina Lavrenovaite | Arbitrage : Justina Lavrenovaite |
| 17 août 2017 16 h | Rapport                       |         |                                      | Arbitrage : Justina Lavrenovaite | Arbitrage : Justina Lavrenovaite |

| Demi-finale 2     | Allemagne | 1 - 2  | France                    | Windsor Park, Belfast       |                             |
| 17 août 2017 20 h | Bühl 40e  | (1 -0) | 70e Thibaud · 73e Laurent | Arbitrage : Silvia Domingos | Arbitrage : Silvia Domingos |
| 17 août 2017 20 h | Rapport   |        |                           | Arbitrage : Silvia Domingos | Arbitrage : Silvia Domingos |

### finale
| Finale               | France                    | 2 - 3   | Espagne                         | Windsor Park, Belfast        |                              |
| 20 août 2017 20 h 30 | Bourdieu 4e · Laurent 71e | (1 - 1) | 18e 90e Guijarro · 85e Egurrola | Arbitrage : Volha Tsiareshka | Arbitrage : Volha Tsiareshka |
| 20 août 2017 20 h 30 | Rapport                   |         |                                 | Arbitrage : Volha Tsiareshka | Arbitrage : Volha Tsiareshka |

| Championne d'Europe de football féminin des moins de 19 ans 2017 Espagne 2e titre |

## Pays-Qualifiés pour la Coupe du Monde U-20 Féminine
- France (pays-hôte)
- Espagne
- Allemagne
- Pays-Bas
- Angleterre